# Charles Ferrant
Charles Ferrant, né le 23 février 1908 au Havre et mort le 17 août 1996 à Amiens, est un homme politique français.

## Détail des fonctions et des mandats
Mandat parlementaire
- 22 septembre 1968 - 1er octobre 1986 : sénateur de la Seine-Maritime

Autres mandats
- mars 1959 - mars 1983 : maire de Neufchâtel-en-Bray
- 1961 - 1992 : conseiller général de la Seine-Maritime

## Distinctions
- Chevalier de la Légion d'honneur (1991)
- Officier de l'ordre du Mérite agricole
- Chevalier de l'ordre des Palmes académiques
- Médaille d'honneur régionale, départementale et communale, or